# Josh Clark
Josh Clark (* 16. August 1955 in Bethesda, Maryland) ist ein US-amerikanischer Schauspieler.

## Leben und Karriere
Josh Clark stammt aus dem US-Bundesstaat Maryland. Er besuchte die North Carolina School of the Arts. 1976 war er bei einem Auftritt im Fernsehfilm The Other Side of Victory erstmals vor der Kamera zu sehen. Seitdem war er in einer Vielzahl von US-Serien in Gastrollen zu sehen. Von 1995 bis 2001 spielte er als Lieutenant Joseph Carey eine wiederkehrende Rolle in Star Trek: Raumschiff Voyager. Seine Fernsehauftritte seit 1980 umfassen unter anderem Nurse, Cheers, Raumschiff Enterprise – Das nächste Jahrhundert, Alles Okay, Corky?, Babylon 5 Invisible Man – Der Unsichtbare, X-Factor: Das Unfassbare, 24, Emergency Room – Die Notaufnahme, Sleeper Cell, Alle hassen Chris, Criminal Minds, Heroes, Numbers – Die Logik des Verbrechens, Lincoln Heights, Pretty Little Liars, Desperate Housewives, Scandal, The Mentalist, Shameless, Modern Family, Body of Proof, Mad Men, Grey’s Anatomy, Marvel’s Agents of S.H.I.E.L.D., Hawaii Five-0, Scorpion, Justified, True Detective, Murder in the First, How to Get Away with Murder, Westworld, Fear the Walking Dead und The Last Ship.
Daneben war Clark auch immer wieder in Nebenrollen in Filmen zu sehen. So spielte er 1978 im Kriminalfilm Finger – Zärtlich und brutal eine kleine Rolle. 1981 stellte er einen Feuerwehrmann im Film Ragtime dar. 1988 war er als Mr. Baskin im Film Big zu sehen. 1994 spielte er einen Reporter in der Sport-Komödie Der Scout. 2010 übernahm er eine kleine Rolle im Actionfilm Faster. 2015 stellte er Coach Jameson im Sportdrama City of McFarland dar.
Neben seinen Auftritten in Film und Fernsehen, steht Clark auch regelmäßig am Theater auf der Bühne. In den 1980er-Jahren spielte er in mehreren Stück am Broadway, unter anderem in Execution of Justice, The Man Who Came to Dinner und Alice im Wunderland. In letzterem Stück verkörperte er zwischen 1982 und 1983 den Märzhasen. Zudem stand er bei drei US-Premieren von Stücken des Manhattan Theater Club auf der Bühne. Für seine Darstellung im Stück The Savannah Disputation mit der Colony Theatre Company erhielt er 2012 eine Nominierung bei den kalifornischen Ovation Awards.

## Filmografie (Auswahl)
- 1976: The Other Side of Victory (Fernsehfilm)
- 1978: Finger – Zärtlich und brutal (Fingers)
- 1981: Ragtime
- 1982: Nurse (Fernsehserie, Episode 2x13)
- 1986: Cheers (Fernsehserie, Episode 5x07)
- 1986: L.A. Law – Staranwälte, Tricks, Prozesse (L.A. Law, Fernsehserie, 2 Episoden)
- 1987: Unser Haus (Our House, Fernsehserie, Episode 1x21)
- 1987: Raumschiff Enterprise – Das nächste Jahrhundert (Star Trek: The Next Generation, Fernsehserie, Episode 1x07)
- 1987: Familienbande (Family Ties, Fernsehserie, Episode 6x16)
- 1988: Big
- 1989: Ein Engel auf Erden (Highway to Heaven, Fernsehserie, Episode 5x13)
- 1991: Alles Okay, Corky? (Life Goes On, Fernsehserie, Episode 3x08)
- 1994: Der Scout (The Scout)
- 1995–2001: Star Trek: Raumschiff Voyager (Star Trek: Voyager, Fernsehserie, 7 Episoden)
- 1996: Dark Breed – Invasion aus dem All (Dark Breed)
- 1998: Paranormal – Im Bann der Aliens (The Sender)
- 1998: Babylon 5 (Fernsehserie, Episode 5x17)
- 1999: Crusade (Fernsehserie, Episode 1x12)
- 2000: Invisible Man – Der Unsichtbare (The invisible Man, Fernsehserie, Episode 1x05)
- 2000: X-Factor: Das Unfassbare (The X Factor, Fernsehserie, eine Episode)
- 2003: 24 (Fernsehserie, Episode 2x20)
- 2005: Emergency Room – Die Notaufnahme (ER, Fernsehserie, Episode 12x09)
- 2005: Sleeper Cell (Fernsehserie, Episode 1x06)
- 2006: E-Ring – Military Minds (E-Ring, Fernsehserie, Episode 1x13)
- 2006: Alle hassen Chris (Everybody Hates Chris, Fernsehserie, Episode 1x18)
- 2006: Criminal Minds (Fernsehserie, Episode 2x01)
- 2006: Heroes (Fernsehserie, 4 Episoden)
- 2007: Numbers – Die Logik des Verbrechens (Numb3rs, Fernsehserie, Episode 3x15)
- 2007: Moonlight (Fernsehserie, Episode 1x03)
- 2008: Dirt (Fernsehserie, Episode 2x02)
- 2009: Lincoln Heights (Fernsehserie, Episode 4x09)
- 2010: Faster
- 2011: Pretty Little Liars (Fernsehserie, 2 Episoden)
- 2011: Desperate Housewives (Fernsehserie, Episode 7x17)
- 2012: Scandal (Fernsehserie, Episode 2x02)
- 2012: The Mentalist (Fernsehserie, Episode 5x03)
- 2013: Shameless (Fernsehserie, Episode 3x01)
- 2013: Modern Family (Fernsehserie, Episode 4x13)
- 2013: I Am I
- 2013: Body of Proof (Fernsehserie, Episode 3x11)
- 2013: Vegas (Fernsehserie, Episode 1x21)
- 2013: Mad Men (Fernsehserie, Episode 6x08)
- 2013: Grey’s Anatomy (Fernsehserie, Episode 10x01)
- 2013: Marvel’s Agents of S.H.I.E.L.D. (Fernsehserie, Episode 1x09)
- 2014: Hawaii Five-0 (Fernsehserie, Episode 4x21)
- 2014: Gang Related (Fernsehserie, Episode 1x13)
- 2014: Scorpion (Fernsehserie, Episode 1x11)
- 2015: City of McFarland
- 2015: Justified (Fernsehserie, Episode 6x11)
- 2015: True Detective (Fernsehserie, Episode 2x06)
- 2015: Murder in the First (Fernsehserie, 2 Episoden)
- 2015: Aquarius (Fernsehserie, Episode 1x12)
- 2016: How to Get Away with Murder (Fernsehserie, Episode 3x02)
- 2016: Westworld (Fernsehserie, 2 Episoden)
- 2017: Fear the Walking Dead (Fernsehserie, Episode 3x13)
- 2018: The Last Ship (Fernsehserie, Episode 5x05)
- 2019: Proven Innocent (Fernsehserie, 3 Episoden)
- 2019: Why Women Kill (Fernsehserie, Episode 1x02)
- 2020: The Wanting Mare
- 2022: FBI (Fernsehserie, Episode 3x13)